# Defoliante

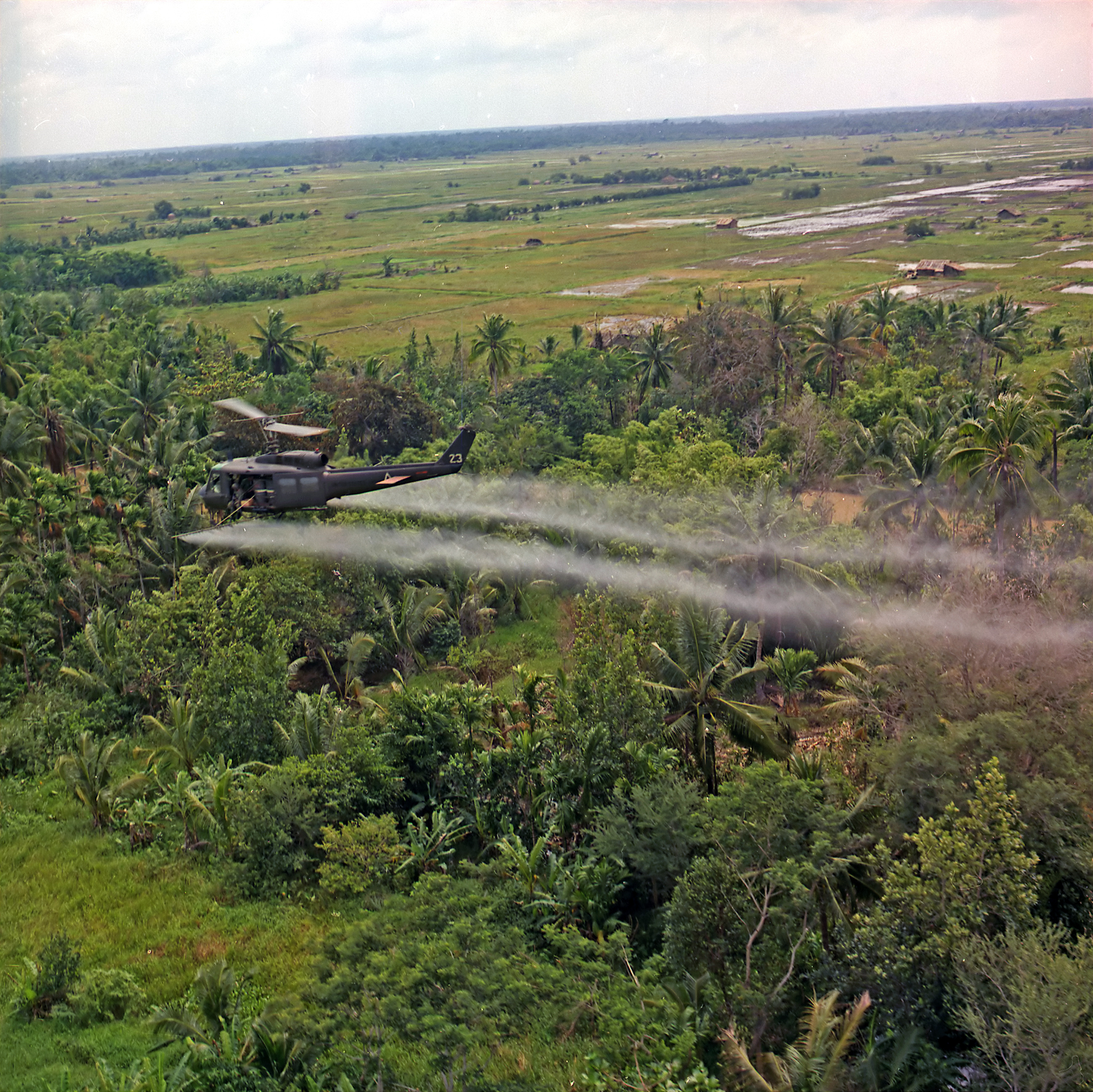
Un helicóptero fumiga un defoliante en una zona de selva espesa en el delta del Mekong (26 de julio de 1969).

Un defoliante es todo producto químico que es fumigado o espolvoreado sobre las plantas de manera que induce a que se desprendan sus hojas. Un ejemplo clásico de un defoliante altamente tóxico es el denominado Agente Naranja, el cual fue muy utilizado por las fuerzas armadas de los Estados Unidos para defoliar zonas de Vietnam durante la guerra de Vietnam desde 1961 hasta 1970.
Los defoliantes se diferencian de los herbicidas en que los primeros persiguen el propósito de hacer que las hojas se desprendan de las plantas, mientras que los segundos son utilizados para destruir o inhibir el crecimiento de determinadas plantas.

## Uso de agentes defoliantes
La defolicación ha sido utilizada en el ámbito de la guerra, y en la producción agrícola y lucha contra el narcotráfico. 
Militar
Para remover la cubierta verde que ofrecen las plantas, tras la cual se pueden esconder tropas enemigas, esta estrategia fue utilizada por Estados Unidos en la guerra de Vietnam.
Producción agrícola
Se utilizan defoliante en la producción de algodón para ayudar a la cosecha.
Lucha contra narcotráfico
Para producir la destrucción de cultivos de plantas utilizadas en la fabricación de drogas (por ejemplo amapolas).